# Лејдисмит (Британска Колумбија)
Лејдисмит (енгл. Ladysmith), првобитно Ојстер Харбор (енгл. Oyster Harbour), је град у Британској Колумбији на југозападу Канаде. Локална привреда се заснива на шумарству, туризму и пољопривреди.

## Познате личности
- Памела Андерсон